# Cratere De Witt
De Witt  è un cratere sulla superficie di Venere. È intitolato alla patologa americana Lydia DeWitt.